# Бойко Юрій Миколайович
Ю́рій Микола́йович Бо́йко (нар.7 січня 1971 — пом.10 серпня 2014) — полковник Головного управління Національної гвардії України, учасник російсько-української війни.

## Життєпис
Народився 1971 року й виріс в Ульянівці (зараз Благовіщенське) на Кіровоградщині. Після закінчення Пермського вищого військового командно-тилового училища внутрішніх військ Юрій розпочав військову службу з посади командира взводу. До останнього місця служби обіймав посади командира роти, заступника начальника штабу та заступника командира частини.
Начальник відділу підготовки військ управління бойової та спеціальної підготовки головного управління Національної гвардії України.
У червні 2014 р. полковника Бойка призначили куратором новоствореного резервного батальйону спеціального призначення НГУ «Донбас», за традицією підрозділу він отримав особистий позивний — «Немо».
Вирушивши в район АТО разом із «Донбасом», понад місяць брав активну участь у бойових діях з визволення від терористів населених пунктів Донеччини.
10 серпня він знову пішов у бій разом із резервістами, які проводили розвідку боєм на підступах до Іловайська.
У взаємодії з підрозділами БПСМОП «Азов», «Шахтарськ» і Збройних сил України того дня «донбасівцям» вдалося ввірватись у місто, знищивши понад 30 бойовиків, проте через загрозу оточення їм довелося повертатися на вихідні позиції.
Як згодом повідомив командир батальйону, група з 15 бійців, у складі якої перебував Немо, рухаючись попереду колони, виявила на мосту, через який пролягав шлях з Іловайська, ознаки мінування — підозрілі дроти.
Гвардійцям вдалося запобігти підриву моста, але вони потрапили під обстріл із великокаліберних снайперських гвинтівок і кулеметів.
Під час бою диверсантів відкинули, але полковник Бойко і ще два військовики-резервісти полягли — підполковник Литвинський Юрій Олексійович та старший солдат Мотичак Роман Миколайович, ціною свого життя забезпечивши просування батальйону та врятувавши десятки товаришів.
13 серпня 2014 року рідні й близькі, земляки з Кіровоградщини й бойові побратими проводжали Юрія Бойка в останню путь.
У Пуші-Водиці віддати шану воїнові прийшли колеги, друзі, однокласники з рідної Ульянівки, що на Кіровоградщині, де він народився й виріс.
Над могилою полеглого говорили про доблесть і офіцерську честь, про доброту, яку він випромінював, та про любов до Батьківщини, яка переповнювала його серце.
Без чоловіка й батька залишилися дружина та донька 2001 р.н.

## Нагороди та вшанування
- 14 серпня 2014 року — за особисту мужність і героїзм, виявлені у захисті державного суверенітету та територіальної цілісності України, вірність військовій присязі під час російсько-української війни, відзначений — нагороджений орденом «За мужність» III ступеня (посмертно).
- його портрет розміщений на меморіалі «Стіна пам'яті полеглих за Україну» в Києві: секція 2, ряд 10, місце 23.
- вшановується на щоденному ранковому церемоніалі вшанування захисників України, які загинули за свободу, незалежність і територіальну цілісність нашої держави.[1]